# Sawah Besar
Sawah Besar (Indonesisch voor Groot Rijstveld) is een onderdistrict van de stadgemeente Jakarta Pusat (Centraal Jakarta) in de provincie Jakarta, Indonesië.

## Verdere onderverdeling
Het onderdistrict Sawah Besar is verdeeld in 5 kelurahan:
1. Pasar Baru, postcode 10710
2. Gunung Sahari Utara, postcode 10720
3. Mangga Dua Selatan, postcode 10730
4. Karang Anyar, postcode 10740
5. Kartini, postcode 10750

## Bezienswaardigheden
- Gedung Kesenian Jakarta
- Hotel Borobudur[1]
- Istiqlalmoskee (voorheen Fort Prins Frederik)
- Kathedraal van Jakarta
- Lapangan Banteng (vroeger Waterlooplein)
- Pasar Baru
- Ministerie van Financiën (voorheen het Grote Huis van Daendels genoemd)[2]
- Messiah-kathedraal en Aula Simfonia Jakarta

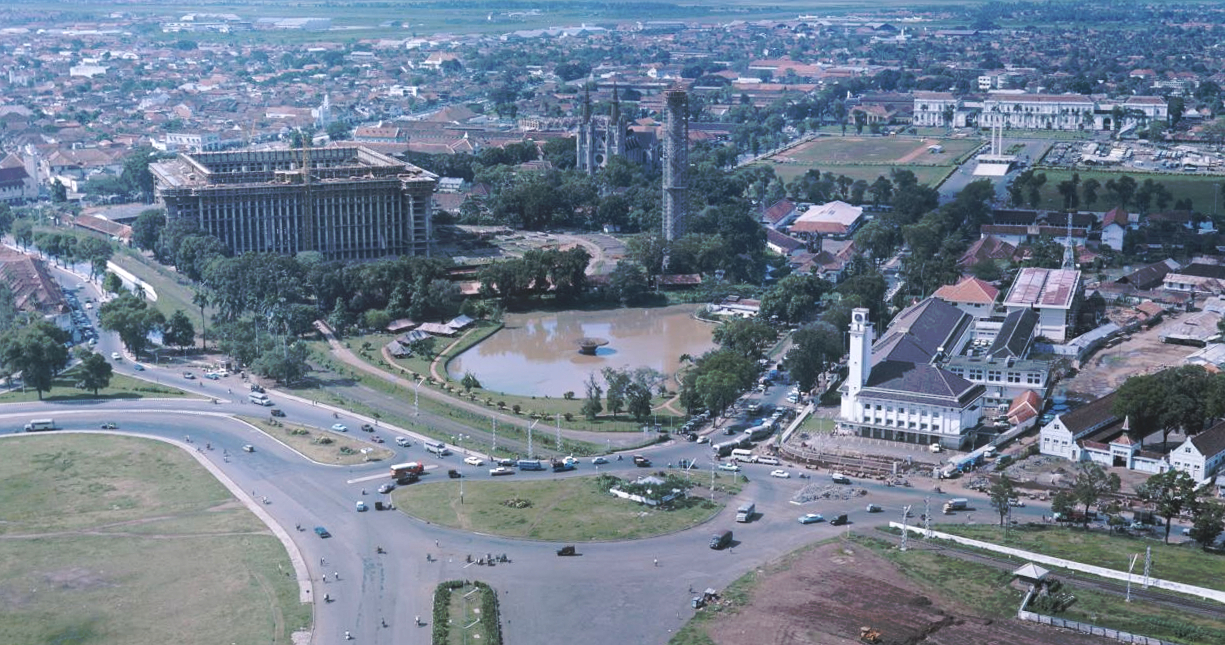
Vanaf het Nationaal Monument (Monas) in Jakarta. Links is de in aanbouw zijnde Istiqlal moskee en de kathedraal, rechts het Tugu Pembebasan Irian Barat oftewel het bevrijdingsmonument op Lapangan Banteng (het voormalige Waterlooplein). Daarachter is het Ministerie van Financiën te zien. Het ministerie is gevestigd in het voormalige Paleis van Daendels, in de koloniale tijd ook wel het "Grote Huis" genoemd. (Datum: tussen 1963 en 1980)

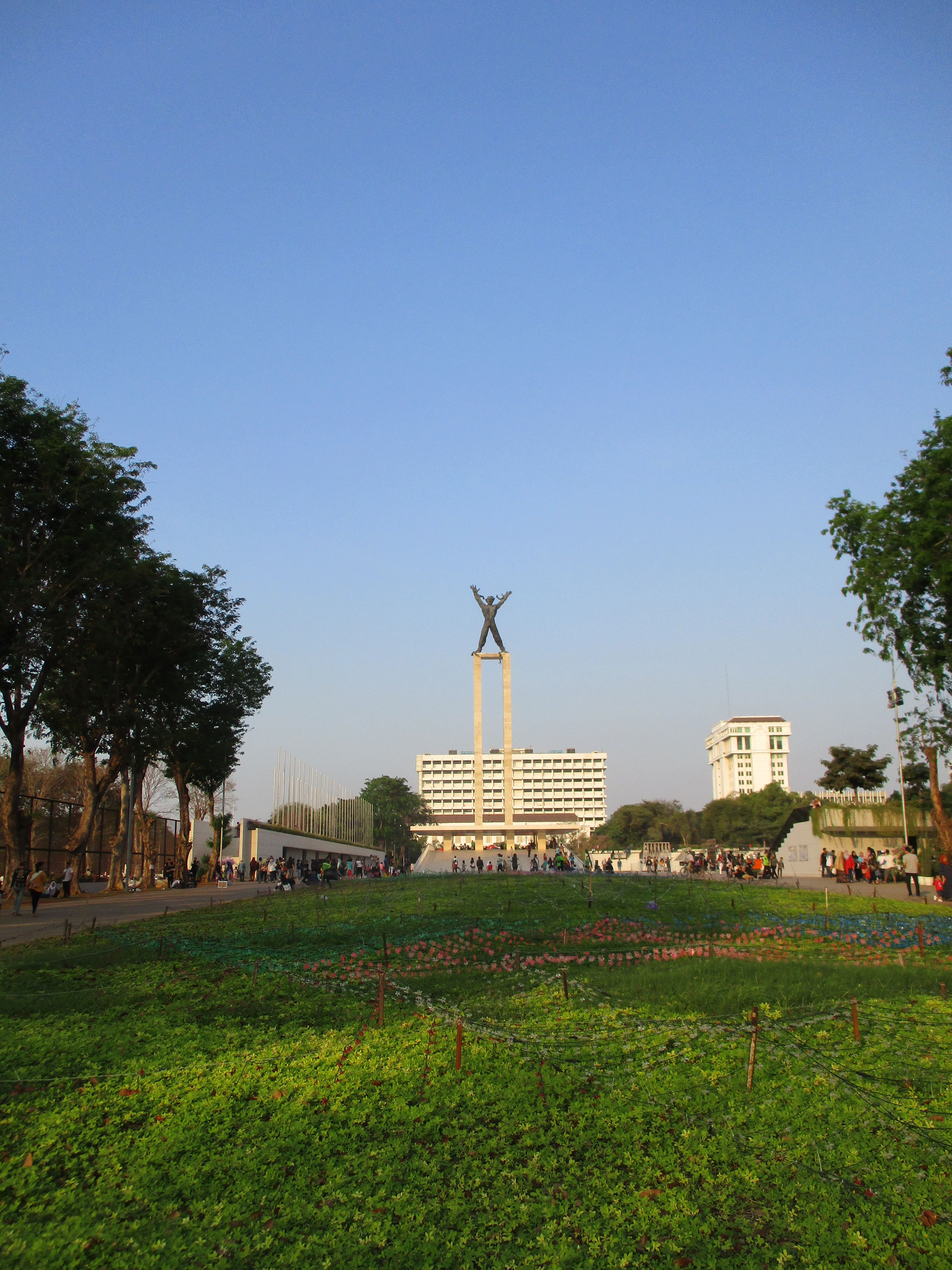
Het bevrijdingsmonument op Lapangan Banteng (1980)